# سیپرین نتاریامیرا
سیپرین نتاریامیرا (انگلیسی: Cyprien Ntaryamira؛ ۶ مارس ۱۹۵۵ – ۶ آوریل ۱۹۹۴) یک سیاست‌مدار اهل بوروندی بود.